# Jasmine You
Jasmine You (jap. 茉莉花 勇, Jasumin Yū, eigentlich Yūichi Kageyama (影山 勇一, Kageyama Yūichi); * 8. März 1979 in der Präfektur Aichi, Japan; † 9. August 2009) war Bassist der japanischen Metal-Band Versailles.

## Leben
Im Jahr 1998 stieg Jasmine You, der bekannt war für seine aufwändigen Kleider und Haarteile, in die Visual-Kei-Szene ein. Nach der Auflösung der Band Jakura spielte er in mehreren Bands mit. 2006 wurde er von seinem Kindheitsfreund Hizaki eingeladen, ihn bei seinem Solo-Projekt zu unterstützen und zog nach Tokio. Im Jahr 2007 gründeten Hizaki und Kamijo die Band Versailles. Zur selben Zeit arbeitete er noch mit Hizaki an seinem Soloprojekt und Kamijos Nebenprojekt, welches für Jasmine, Kamijo, Hizaki, Juka und Kaya bestimmt war. Im Juni 2009 kam die letzte Single Ascendead Master, mit Jasmine You als Bassist von Versailles auf den Markt. Versailles veröffentlichten fünf Singles, ein Mini-Album und ein Album mit Jasmine.
Am 3. August 2009 wurde angekündigt, dass er aus gesundheitlichen Gründen alle Musikprojekte aufgeben muss. Am 9. August 2009 verstarb Jasmine You. Versailles erklärte, dass er bei ihr „ein ewiges Mitglied“ sei.